# Одынец-Добровольский, Николай Антонович
Николай Антонович Одынец-Добровольский (28 марта 1834 — 12 ноября 1882, Санкт-Петербург) — русский военный и государственный деятель, генерал-майор, помощник санкт-петербургского градоначальника (1881—82).

## Биография
Родился в 1834 году. Из дворян. Получил образование в Псковской гимназии, после чего (в 1852 году) вступил в службу нижним чином в пехотный полк, и два года спустя, выдержав экзамен, был произведён в прапорщики. С 1855 года исполнял должность батальонного, а с 1856 — полкового адъютанта.
В 1866 году перевёлся в Отдельный корпус жандармов. В 1866—1870 годах служил начальником жандармского управления Люблинского и Яновского уездов. С 1870 года — в штате санкт-петербургской полиции. Пристав, затем полицмейстер. Полковник.
В мае 1881 года, спустя два месяца после гибели императора Александра Второго, был назначен помощником санкт-петербургского градоначальника, чтобы содействовать наведению порядка в городе. Однако, спустя всего год, в 1882 году, по болезни был уволен в отставку в чине генерал-майора.
Скончался в том же 1882 году.